# Горња Фуштица
Горња Фуштица (алб. Fushticë e Epërme) је насеље у општини Глоговац, Косово и Метохија, Република Србија.

## Становништво
| Демографија | Демографија | Демографија |
| Година      | Становника  | Становника  |
| ----------- | ----------- | ----------- |
| 1948.       | 223         |             |
| 1953.       | 247         |             |
| 1961.       | 325         |             |
| 1971.       | 413         |             |
| 1981.       | 556         |             |
| 1991.       | 728         |             |